# Tömörkény István

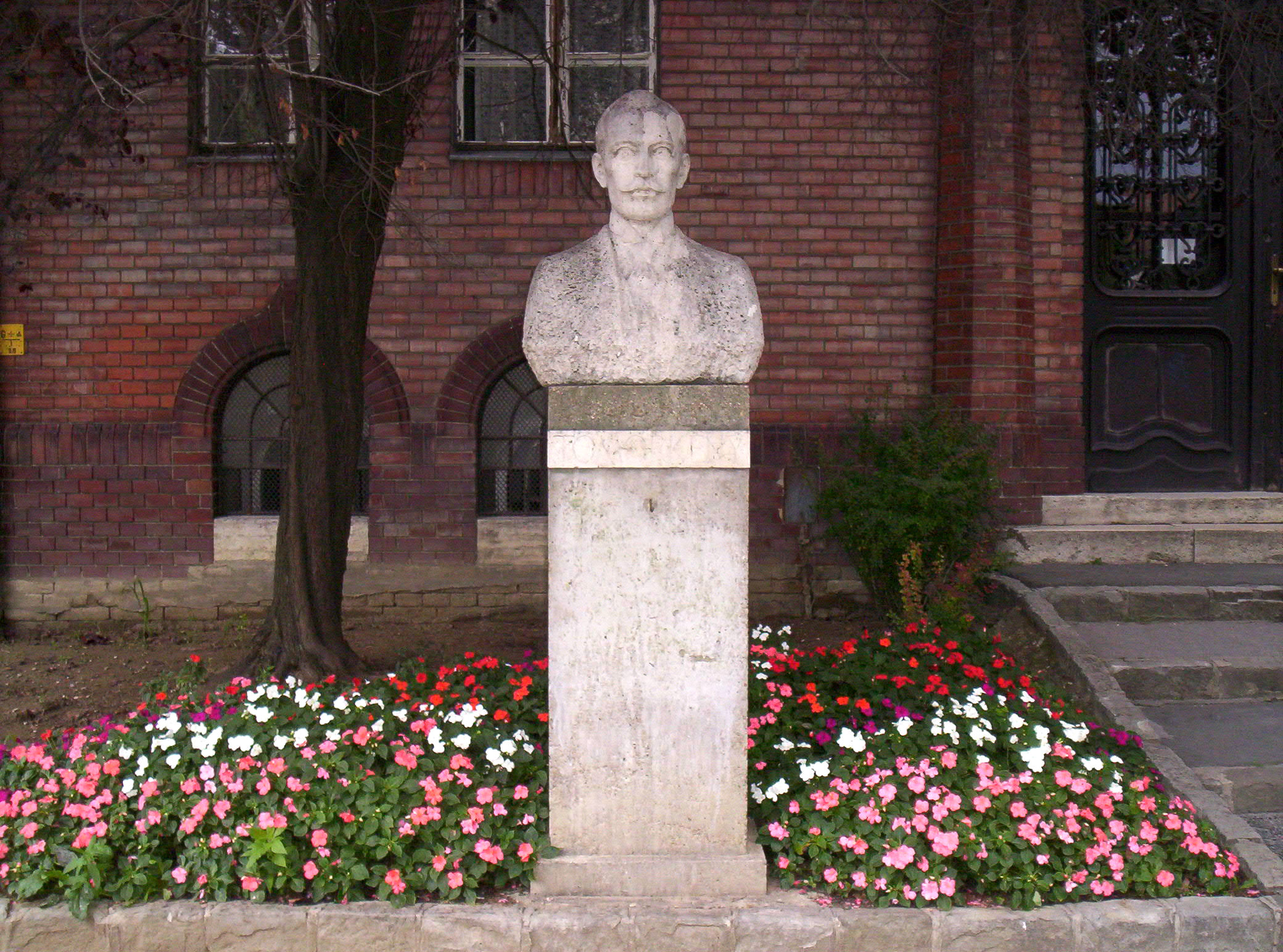
Tömörkény István szobra Szegeden, a róla elnevezett gimnázium előtt

Tömörkény István (született Steingassner; Cegléd, 1866. december 21. – Szeged, 1917. április 24.) magyar író, újságíró, néprajzkutató, régész, múzeum- és könyvtárigazgató.
Szeged kultúrpalotájának ő a legnagyobb raritása és akkora kincse, amekkora Budapest összes múzeumaiban nem található. És sohase gondolt arra, hogy a Kultúrpalota idegen látogatói szemében ő a legnagyobb áhítattal megnézett látnivaló. … világítani fog még akkor is, mikor a Kultúrpalota minden bennevalóival és tartozékaival egyetemben rég omladék lesz.

## Életpályája

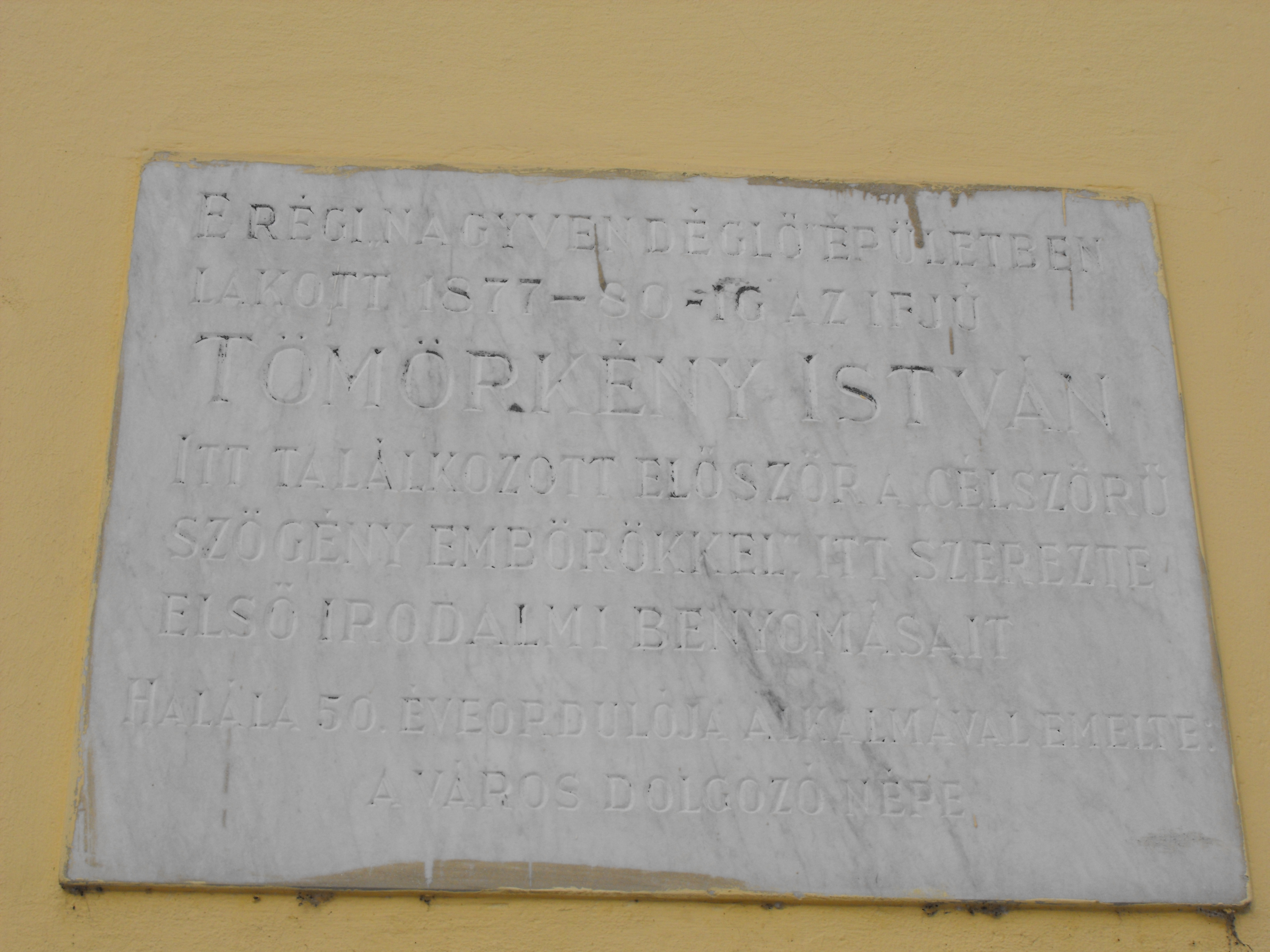
Emléktáblája Makón, a Korona Szálló falán

Ausztriai eredetű sváb családban született. Születésekor apja a ceglédi indóház vendéglőjét bérelte. Tömörkény tanulmányait a szegedi piaristáknál kezdte, majd három évig a makói református gimnáziumban tanult (1877–1880). 16 éves korában azonban abba kellett hagynia gimnáziumi tanulmányait, mert családja anyagilag tönkrement. Patikusinasnak szegődött, hogy el tudja magát tartani. 1882-től 1886-ig gyógyszerész volt, ez a pálya azonban nem elégítette ki, függetlenségre vágyott, a maga ura szeretett volna lenni. Rokoni segítséggel a Szegedi Híradóhoz szegődött újságírónak. Ekkor változtatta vezetéknevét Tömörkényre, a dualizmus korabeli Magyarországon ugyanis a közéletben idegen néven nem lehetett részt venni. Bár az újságírás nem nyújtott biztos polgári megélhetést, Tömörkény írói tehetségének kibontakoztatására alkalmas volt. Sem érettségije, sem diplomája nem volt (a gyógyszerészséghez akkor még nem kellett oklevél), így 1888-ban be kellett vonulnia katonának, mint a nem kiváltságos társadalmi csoportok minden tagjának, a parasztoknak és a munkásoknak. Két évet a bosnyák–török határon szolgált (1888–89), bizonyára itt tanult meg szerbül. Egy évet pedig Bécsben szolgált (1890–91), a családból hozott dialektális német nyelvismerete mellett Bécsben megtanulta a német irodalmi nyelvet is. Közkatonaként kezdte és őrmesterként szerelt le. Katonatársainak, a Szeged-vidéki parasztfiataloknak a megismerése átalakította addigi társadalmi tapasztalatait.
Leszerelése után megfordult fejében, hogy Budapestre költözik, de aztán inkább maradt Szegeden, s elszegődött újságírónak, írónak a Szegedi Híradónál jóval frissebb szellemiségű Szegedi Naplóhoz. 1899-ben remélte, hogy őt nevezik ki főszerkesztőnek, ám nem így lett. A tudós szegedi főrabbi, Lőw Immánuel javaslatára tisztviselő lett a Somogyi-Könyvtár és Városi Múzeum intézményében, amely ekkor már a főreáliskolából, a mai SZTE központi épületéből az 1895–96-ban felépített eklektikus stílusú szegedi Kultúrpalotába költözött, amely a belvárosban a Tisza, a közúti híd, a vár és a Szegedi Nemzeti Színház közelében van. Reizner János (1847–1904) könyvtár- és múzeumigazgató mellé került mindenes munkatársnak. Reizner mellett sajátította el a könyvtári és múzeumi teendőket, közben a Múzeumok és Könyvtárak Országos Felügyelősége (MKOF) által szervezett szaktanfolyamokon is részt vett, 1900-ban elvégezte a könyvtárosi, 1901-ben a természetrajzi, 1903-ban a néprajzi és a régészeti tanfolyamokat. Az MKOF segítette folyamatosan a vidéki könyvtárak és múzeumok szerveződését szakszerű tanfolyamok lebonyolításával. E tanfolyamokon vett részt korábban a szentesi múzeumalapító Csallány Gábor, később egy itteni tanfolyamon Móra Ferenc is gyarapította a gyakorlatban már megalapozott régészeti ismereteit.
Reizner János halála után, 1904-ben Tömörkény István lett a könyvtár és a múzeum igazgatója 1917-ben bekövetkezett haláláig.

## Munkássága
Embert próbáló feladat volt jóformán másodmagával, Móra Ferenccel együtt Somogyi Károly esztergomi kanonok 40 000 kötetes könyvtárát gyarapítani, katalogizálni, szolgáltatni az olvasóknak, s a muzeológiai tudomány valamennyi területét gyűjteni, rendszerezni, foglalkozni numizmatikával, természetrajzzal, régészettel, helytörténettel, a képzőművészetekkel, s emellett Tömörkény feltett szándéka volt a néprajzi gyűjtemény kialakítása, gyarapítása. A korszak támogatta ezt a kezdeményezést, a millennium óta becsülni kezdték a népi kultúrát. A szegedi néprajzi anyag azonban Tömörkény nélkül nem lett volna felgyűjtve, így is már az utolsó pillanatban voltunk, egy nagy váltás időszakában, amikor az 1879-es nagy árvíz után létrejön a palotás Szeged, s megindult a polgári fejlődés, a modernizálódás, amely gyökerestől átformálja az addigi hagyományos paraszti világot és a tiszai vízenjárók (a tiszai hajósok) világát – ez utóbbiak gyakran tavasztól késő őszig egy-egy uszályon élték le életüket családjukkal együtt.
Bálint Sándor néprajzkutató és művészettörténész, Péter László irodalomtudós és helytörténész, Lengyel András irodalomtörténész muzeológus tudták igazán értékelni azt a 6000 egységnyi néprajzi múzeumi tárgyat, amellyel Tömörkény jóvoltából gazdagodott a múzeum. Később évtizedeken keresztül jóformán ennek a mennyiségnek csak egyhatodával tudták növelni a gyűjteményt. Az elmúló/átalakuló paraszti világ idejéből sikerült a leletmentés, miként az Tömörkény valamennyi novellája, tárcaelbeszélése is, amelyeket a Szegedi Naplóban, a Magyar Hírlapban és önálló kötetekben publikált. Még a népnyelv gyűjtésében is komoly teljesítményt nyújtott, 3500 regisztrálatlan, fölgyűjtetlen szóval járult hozzá Szily Kálmánék tervezett nagy szegedi szótárához, ebből aztán semmi nem lett, de 1957-ben Bálint Sándor értékelte Tömörkény nyelvészeti munkáját, s tető alá hozta a szegedi szótárt, s kiadta. Ezt a szép szegedi nyelvjárást, amelyet még sokan beszélték nemcsak Tömörkény korában, hanem az 1960-as években is.
Tömörkény munkásságát radikális és következetes ideológiamentesség jellemzi, az irodalomban a naturalizmus eszközeivel dolgozik, az általa kiválasztott világ embereit életmódjuk, gondolkodásuk, nyelvük egységében ábrázolja, kis történetek, esetrajzok, alkalmi észleletek végtelen sorában. Tömörkény ugyanezt tette a muzeológia eszközeivel is, felgyűjtötte annak a rétegnek a néprajzi értékeit, amelynek életéből szükségszerűen hiányzott az egyéni távlatosság, a metafizikus célképzetek, de nem hiányoztak az erkölcsi értékek.
Miközben Tömörkény üdvözölte a modernitást, ugyanettől az erkölcsi értékek sérülését féltette joggal. Nem volt öncélú az ő irodalmi munkássága és néprajzi gyűjtése, a korabeli Szeged lényegét ragadta meg, megmutatta azokat az embereket, akinek hátán épült a palotás Szeged. Sokat idézték, adták ki újra és újra műveit, de megérteni kevesen értették meg, a kortárs irodalomkritika csak fanyalgott, a mértékadó sajtó elsősorban humoros írásokat várt tőle, az akadémiai kritika felrótta részletrajzainak „terjengősségét” és túlzott néprajziasságát.
A Tömörkénnyel együtt dolgozó Móra Ferenc már megérezte kollégája kvalitásait, s mindenben együtt munkálkodott vele, a néprajzi anyag felgyűjtésében is. A múzeumi kiállítások megrendezésében is, amelyeknek nagy sikere volt. A kiállításokat többen látogatták, mint a könyvtárat. Ekkoriban az egész múzeum egy raktár, s egyben kiállítási terület volt, ahol egyszerre tárult a látogatók szeme elé a múzeum teljes anyaga.
1917 áprilisában néhány napi betegeskedés után halt meg Tömörkény István, másnap már megjelent Móra nekrológja a Szegedi Naplóban, amelyben többek közt ez olvasható:

„Sejtelme se volt róla, hogy Szeged kultúrpalotájának ő a legnagyobb raritása és akkora kincse, amekkora Budapest összes múzeumaiban nem található. És sohase gondolt arra, hogy a Kultúrpalota idegen látogatói szemében ő a legnagyobb áhítattal megnézett látnivaló. … világítani fog még akkor is, mikor a Kultúrpalota minden bennevalóival és tartozékaival egyetemben rég omladék lesz."
”

 … Mórának máig szólóan igaza volt, s lett. Tömörkény művelődéstörténeti súlya összehasonlíthatatlanul nagyobb, mint bármelyik elődjéé és utódjáé. Az életmű, amelyet létrehozott, a legjelentősebb, amelyet a szegedi múzeum falai között valaha is megalkottak."

## Elbeszélései szépirodalmi kötetekben

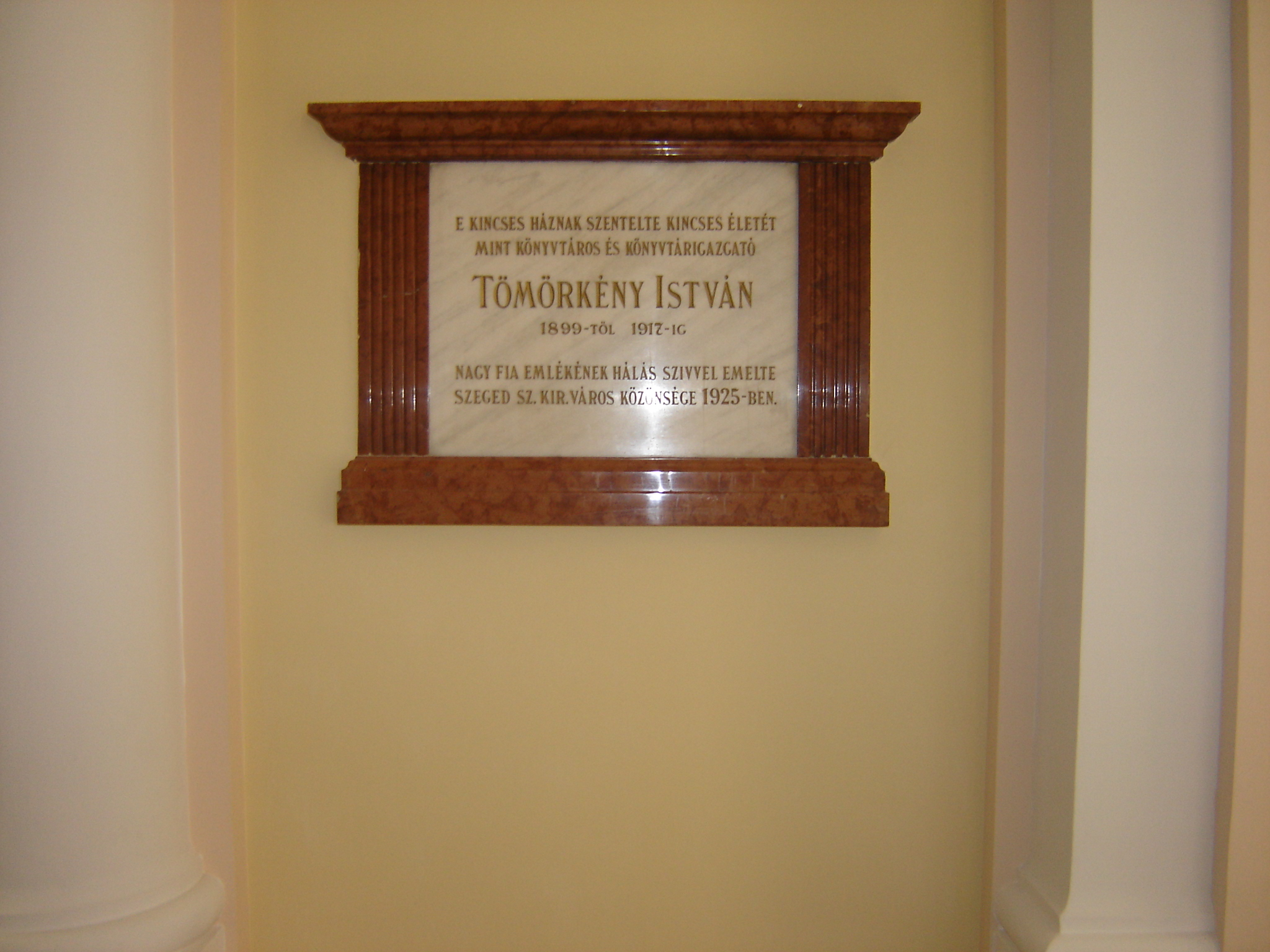
Emléktáblája a szegedi Móra Ferenc Múzeum előcsarnokában

### 1917-ig
- Szegedi parasztok és egyéb urak; Bába, Szeged, 1893
- Betyárlegendák. Az alföldi rablóvilág történetei. Első könyv; Engel Ny., Szeged, 1898
- Jegenyék alatt. Elbeszélések; Engel Lajos, Szeged, 1898
- Vizenjárók és kétkézi munkások; Engel Lajos, Szeged, 1902
- Gerendás szobákból. Elbeszélések; Singer–Wolfner, Bp., 1904
- Förgeteg János, mint közerő s más elbeszélések; Singer–Wolfner, Bp., 1905 (Vidám könyvek)
- Különféle magyarok meg egyéb népek; Singer–Wolfner, Bp., 1907– az 1910-es kiadás a Gutenberg gyűjteményben
- Napos tájak; Singer-Wolfner, Bp., 1908
- Homokos világ. Elbeszélések; Singer–Wolfner, Bp., 1910
- Ne engedjük a madarat... s más holmik; Franklin, Bp., 1911
- Egyszerű emberek; Élet Ny., Bp., 1912
- Bazsarózsák; Singer–Wofner, Bp., 1912
- Margit; Légrády Ny., Bp., 1916
- Népek az ország használatában; Táltos, Bp., 1917

### 1918–1944
- Célszerű szegény emberek; sajtó alá rend., bev. Móra Ferenc; Délmagyarország, Szeged, 1922
- Öreg regruták. Elbeszélések; Stádium, Bp., 1942
- Három színjáték; sajtó alá rend., bev. Sík Sándor; Dugonics-Társaság, Szeged, 1942
- Gerendás szobák; tan. Gulácsy Irén; Singer–Wolfner, Bp., 1943
- Rónasági csodák; sajtó alá rend. Sík Sándor; Szukits, Szeged, 1943
- Subavásár és más elbeszélések; előszó Berthe Nándor; Kölcsey-Egyesület, Arad, 1944

### 1945–1989
- Vándorló földek. Válogatott elbeszélések; bev. Sőtér István; Ifjúsági, Bp., 1952
- Föltetszik a hajnal. Tárcák, rajzok, elbeszélések; sajtó alá rend. Madácsy László; Tiszatáji Magvető, Szeged, 1955
- A tengeri város. Elbeszélések. 1885–1896; sajtó alá rend. Czibor János; Szépirodalmi, Bp., 1956
- A Szent Mihály a jégben. Elbeszélések 1897–1900; sajtó alá rend. Czibor János; Szépirodalmi, Bp., 1957
- Új bor idején. Elbeszélések. 1901–1904; sajtó alá rend., utószó Czibor János; Szépirodalmi, Bp., 1958
- Hajnali sötétben. Elbeszélések. 1905–1910; sajtó alá rend., utószó Czibor János; Szépirodalmi, Bp., 1958
- Fakadó víz. Válogatott novellák; vál., utószó Nagy Pál; Állami Irodalmi és Művészeti, Marosvásárhely, 1959 (Magyar klasszikusok)
- Barlanglakók. Elbeszélések 1911–1913; sajtó alá rend., utószó Czibor János; Szépirodalmi, Bp., 1959
- Öreg regruták. Elbeszélések 1914–1915; sajtó alá rend., jegyz. Czibor János; Szépirodalmi, Bp., 1959
- Fecskék. Elbeszélések; vál. Czibor János; Szépirodalmi, Bp., 1960 (Aranykönyvtár)
- A kraszniki csata. Elbeszélések. 1916–1917; sajtó alá rend. Czibor János; Szépirodalmi, Bp., 1960
- Munkák és napok a Tisza partján. Cikkek, riportok, tanulmányok 1884–1916; sajtó alá rend., utószó Péter László; Szépirodalmi, Bp., 1963
- Értetlenek az emberek; Vidám könyvek; Magvető Könyvkiadó, Bp., 1963
- A gondolat félénk madár. Elmés mondások Tömörkény István írásaiból; összeáll. Rully János, sajtó alá rend. Kiss László; Tömörkény István Gimnázium, Szeged, 1964
- Katona a kötélen; vál., szerk., utószó Péter László; Szépirodalmi, Bp., 1989

### 1990–
- Gül Baba zarándokai. Írások Makóról; vál., utószó Péter László; KÉSZ Makói Csoport, Makó, 1991 (A makói Keresztény Értelmiségi Szövetség füzetei)
- Rónasági csodák; Szukits, Szeged, 1993 (Igényes könyvtár)
- Csata a katonával; vál., szerk. Péter László; Szabad Föld, Bp., 1998 (Szabad Föld kiskönyvtár)
- Hühü. Válogatott elbeszélések; vál., utószó Péter László; Osiris, Bp., 2000 (Millenniumi könyvtár)
- Hétről hétre. Publicisztikai írások, 1894–98; gyűjt., gond., jegyz., utószó Péter László; Bába, Szeged, 2000 (Tisza hangja)
- A nép nem tréfál. Sebőkhögyi elbeszélések; vál., utószó Péter László; Osiris, Bp., 2000 (Millenniumi könyvtár)
- János a földdel; vál., utószó Péter László; Osiris, Bp., 2001 (Millenniumi könyvtár)
- Két vénség és más elbeszélések; szöveggond., utószó Csűrös Miklós; Unikornis, Bp., 2001 (A magyar próza klasszikusai)
- Nehéz emberek és más elbeszélések; szöveggond., utószó Csűrös Miklós; Unikornis, Bp., 2002 (A magyar próza klasszikusai)
- Mesék amik teremnek (Herbárium könyvek) Bodobács Kiadó, Szentes, 2008 https://web.archive.org/web/20111204202017/http://bodobacskiado.hu/node/5
- Rózsa Sándor nálunk (Betyárok és egyebek) Bodobács Kiadó, Szentes, 2009 https://web.archive.org/web/20111204202012/http://bodobacskiado.hu/node/2
- Útban fáradozunk; Magyar Szépmíves Céh, Pécs, 2010
- Pusztai iskola. Elbeszélések; összeáll. Mester Zsolt; Szt. Maximilian Lap- és Könyvkiadó, Bp., 2011 (Szent Maximilian családi könyvtár)
- Tiszai legenda. Elbeszélések; Mozaik, Szeged, 2012
- Fakadó szerelmek. Lappangó írások; gyűjt., szerk., szöveggond., jegyz. Urbán László; Napkút, Bp., 2012 (Remekírók retró)
- Tréfál az idő. Elfelejtett írások; szerk., szöveggond. Péter László; Wesley János, Bp., 2014
- Mihály furfangéroz. Kötetben meg nem jelent írások; gyűjt., szerk., szöveggond., utószó Urbán László; Kortárs, Bp., 2017

## Szervezeti tagságai
- A Dugonics Társaság tagja (1892-től, főtitkára 1907-től)
- Szegedi Irók és Hírlapírók Köre (1902-ben elnöke)
- Pusztaszeri Árpád Egyesület (főtitkára)
- Városi képviselő Szegeden
- Vidéki Hírlapírók Szövetsége (egyik vezetője)
- A Petőfi Társaság (tagja 1906-tól)

## Emlékezete
- Emlékét őrzik Móra Ferenc: Tömörkény és Steingassner a poszton című, életrajzi jellegű írásai (megjelentek Móra Napok, holdak, elmúlt csillagok című kötetében).
- 1952 óta viseli a nevét a szegedi Tömörkény István Gimnázium és Művészeti Szakközépiskola.

## Szakirodalom
- A Dugonics Társaság Tömörkény-emlékünnepe. 1918. április 28.; Endrényi Ny., Szeged, 1918
- Móra Ferenc: Tömörkény; Délmagyarország Ny., Szeged, 1922
- Márky Imre: Mécsesek Tömörkény sírjára. Halálának tizedik évfordulóján; Ablaka Ny., Szeged, 1927
- Rozgonyi Margit: Tömörkény István; Nagy Ny., Bp., 1932
- Ortutay Gyula: Tömörkény István; Magyar Irodalomtörténeti Intézet, Szeged, 1934 (Értekezések a M. Kir. Ferencz József Tudományegyetem Magyar Irodalomtörténeti Intézetéből)
- Némedy Gyula: Tömörkény István. Emlékbeszéd; Tömörkény Társaság, Szeged, 1937
- Juhász Gyula: Tömörkény István élete és művei; Dugonics Társaság, Szeged, 1941
- Ifj. Tóth László: Tömörkény István irodalomtörténeti sorsa; bev. Némedy Gyula; Szegedi Napló Ny., Szeged, 1942 (A Tömörkény Irodalmi Kör kiadványai)
- Gulácsy Irén: Tömörkény szobra előtt; Szegedi Új Nemzedék, Szeged, 1943
- Péter László: Tömörkény István összegyűjtött művei. Betűrendes mutató; Somogyi Könyvtár, Szeged, 1961
- Kispéter András: Tömörkény István; Akadémiai, Bp., 1964 (Irodalomtörténeti könyvtár)
- Emlékkönyv Tömörkény István születésének centenáriumára; szerk. Kovács Sándor Iván, Péter László, bev. Ortutay Gyula, bibliogr. Reguli Ernő; Városi Tanács–Csongrád Megyei Tanács, Szeged, 1966
- Vitányi Borbála: Személynévadás Tömörkény István műveiben; ELTE, Bp., 1981 (Magyar névtani dolgozatok)
- Sík Sándor: Szegedi klasszikusok; szerk., bev. Péter László; Somogyi-könyvtár, Szeged, 1989
- Tömörkény világa. Cikkek, tanulmányok; Lord, Bp., 1997
- Hajnali sötétben. In memoriam Tömörkény István; vál., szerk., összeáll. Lengyel András; Nap, Bp., 2005 (In memoriam)
- Péter László: Bécsi hármaskönyv. Tömörkény István, Móra Ferenc, Juhász Gyula emlékei; Bába, Szeged, 2006
- Tömörkény 150. Tanulmányok a 150 éve született Tömörkény István tiszteletére; szerk. Bene Zoltán; Areión Kulturális Egyesület, Szeged, 2016
- Apró Ferenc: Tizenhét írás Tömörkényről; Gradus ad Parnassum, Szeged, 2017

## További információ
- Szerzői adatlapja a Molyon
- Üzenet a másvilágra. Hommage à Tömörkény; Areión Kulturális Egyesület, Szeged, 2016